# Santeiro
Santeiro war eine brasilianische Automarke.

## Markengeschichte
Ein Unternehmen mit Sitz an der Rua Quintão im Stadtteil Cascadura in Rio de Janeiro begann 1986 mit der Produktion von Automobilen. Der Markenname lautete Santeiro. Für 1987 ist noch eine Anzeige überliefert. Danach endete die Produktion. Insgesamt entstanden nur wenige Fahrzeuge.

## Fahrzeuge
Im Angebot standen zwei VW-Buggies. Die offene türlose Karosserie bestand aus Fiberglas. Hinter den vorderen Sitzen war ein Überrollbügel. Große eckige Scheinwerfer waren in die Fahrzeugfront integriert. Bei einem Modell war dazwischen ein falscher Kühlergrill. Ein luftgekühlter Motor trieb die Fahrzeuge an.